# Гомес, Федерико Агустин
Федерико Агустин Гомес (исп. Federico Agustín Gómez; род. 26 ноября 1996, Мерло, Буэнос-Айрес) — аргентинский профессиональный теннисист. Финалист одного турнира ATP в парном разряде; победитель восьми турниров ATP Challenger (3 — в одиночном разряде) и 8 турниров ITF (2 — в одиночном разряде).

## Спортивная карьера
В 2023—2024 годах стал победителем трёх турниров ATP серии «челленджер» и двух турниров ITF серии «фьючерс» в одиночном разряде.
И в 2021—2025 годах стал победителем ещё пяти турниров ATP серии «челленджер» и шести турниров ITF серии «фьючерс» в парном разряде.

### 2025
В конце мая 2025 года участвовал в квалификации и стал лаки-лузером выйдя в основную сетку одиночного разряда Открытого чемпионата Франции, где в первом круге соревнований победил американца Александара Ковачевича со счётом 4-6, 6-4, 6-4, 6-1, но во втором круге проиграл британцу Кэмерону Норри со счётом 6-7(7), 2-6, 1-6.